# Zdeněk Růžička
Zdeněk Růžička (ur. 15 kwietnia 1925 w Ivančicach, zm. 18 kwietnia 2021 w Brnie) – czechosłowacki i czeski gimnastyk, medalista olimpijski z Londynu i uczestnik  Igrzysk Olimpijskich w Helsinkach oraz Melbourne.